# 執行軌正
執行 軌正（しゅぎょう のりまさ、1863年1月29日（文久2年12月10日） - 1925年（大正14年）7月2日）は、明治から大正時代の検事。宮城控訴院検事長。名古屋控訴院検事長。

## 経歴
肥前佐賀出身。千布ふいの叔父、1883年（明治16年）9月、執行軌家の養子となり家督を相続する。1885年（明治18年）1月、佐賀県御用掛を拝命し、ついで司法省に出仕する。1894年（明治27年）12月、判検事登用試験に合格し、司法官試補を命せられ、1896年（明治29年）11月、検事に任じた。熊谷区裁判所、川越区裁所各検事、横浜区裁判所検事兼同地方裁判所検事、東京区裁判所検事、静岡地方裁判所、広島地方裁判所、京都地方裁判所各検事正を経て、宮城、名古屋各控訴院検事長を務めた。